# Louis Biswane
Louis Biswane is een Surinaams activist, onderzoeker en politicus. Hij strijdt voor de rechten van inheemse Surinamers, zoals het recht op biodiversiteit in hun leefgebieden. Hij is onderzoeker en vertegenwoordiger van de Kaliña en Lokono Inheemsen Beneden Marowijne (KLIM) en de Vereniging Inheemse Dorpshoofden Suriname (VIDS). Daarnaast is hij basja van het inheemse dorp Pierrekondre. Tijdens de verkiezingen van 2020 was hij kandidaat voor A20 (Alternatief 2020) in het district Marowijne.

## Biografie
Biswane is sinds 2003 voorvechter van de rechten van de oorspronkelijke bewoners van Suriname. Hij is basja van het inheemse dorp Pierrekondre in Marowijne.
Hij is bestuurslid, onderzoeker en vertegenwoordiger van de KLIM en de VIDS. Hij komt op voor de rechten op het leefgebied van de inheemse Surinamers. Toen in 2007 de Verklaring over de Rechten van Inheemse Volkeren vanuit de Verenigde Naties tot stand kwam, had hij de hoop dat dit een kanteling zou gaan betekenen voor de inheemse volkeren in Suriname. In de praktijk zouden de gronden van inheemsen nog steeds zonder overleg worden weggegeven aan multinationals, met het verdwijnen van leefgebied tot gevolg. In Marrowijne kenden de inheemsen een leefgebied, waar de bossen en rivieren voldoende vis en wild boden om na een dag jagen een aantal dagen van te leven. Anno 2018 zijn er veel bomen weggekapt, waardoor er geen hout is om huizen en korjalen van te maken. Ook is de opbrengst van de jacht sterk teruggelopen.
Suriname ondertekende de VN-Verklaring in 2007. Sindsdien werd de verklaring echter niet in wetgeving omgezet. Er kwamen geen aanpassingen in de grondwet van Suriname en andere wetten bleven van kracht, zoals de bepaling die houtkapvergunningen mogelijk maakt (1947), het mijnbouwdecreet dat de overheid eigenaar maakt van wat uit de grond wordt gehaald (1986) en de Wet bosbeheer (1992). In een rechtszaak die door onder meer KLIM was aangespannen, oordeelde het Inter-Amerikaans Hof voor de Rechten van de Mens in 2015 dat Suriname de rechten van Kaliña (ook wel Karaïben) en Lokono (ook wel Arowakken) onvoldoende had beschermd. De Surinaamse regering kreeg toen de opdracht om de collectieve rechten van de leefgebieden binnen drie jaar te erkennen.
Biswane vertegenwoordigde de KLIM en de VIDS tijdens verschillende edities van de Conference of Parties, een biodiversiteitsconferentie van inheemsen, zoals in 2006 (Curitiba, Brazilië), 2008 (Bonn, Duitsland), 2010 (Nagoya, Japan) en 2012 (Hyderabad, India). Ook bezocht hij andere conferenties over biologische diversiteit, zoals in 2011 (Nairobi, Kenia)	en 2013 (Montreal, Canada). Van 17 juni tot 12 juli 2013 nam hij deel aan het Indigenous Fellowship Programme van het Hoog Commissariaat voor de Mensenrechten (OHCHR) in Genève. Daarnaast woonde hij een VN-conferentie bij in New York.
In 2013 gaf Biswane namens de KLIM aan in de volgende vijftien jaar te willen streven naar meer inheems kader. Ramses Kajoeramari, toenmalig lid in De Nationale Assemblée, had al aangegeven dat de gewenste bijdrage van inheemsen aan de nationale ontwikkeling alleen mogelijk zou zijn wanneer inheemse Surinamers vertegenwoordigd zouden zijn in de besluitvorming van Suriname.
Nadat in 2019 Alternatief 2020 (A20) werd opgericht door Steven Reyme, sloot Biswane zich hierbij aan. Hij was verkiesbaar in Marowijne voor een zetel in De Nationale Assemblée tijdens de verkiezingen van 2020. Zijn partij verwierf echter geen zetels.